# Mařský vrch (rozhledna)
Rozhledna a kaple sv. Václava na Mařském vrchu se nachází na stejnojmenném vrchu u obce Svatá Maří v okrese Prachatice. 

## Historie
Na popud archiváře a faráře Františka Teplého z Malenic byl v roce 1935 položen základní kámen čtyřboké věže s kaplí podle projektu Ludvíka Krejsy ze Štítkova. Vysvěcení kaple a slavnostní otevření rozhledny proběhlo 24. května 1936. Společně s opravou křížové cesty proběhla v roce 2004 rekonstrukce rozhledny i kaple.

## Výhled
Vzrostlé stromy v současnosti ponechaly výhled pouze na severní stranu.

## Přístup
Nejbližší železniční stanicí je více než 5 km vzdálený Vimperk, odtud po červené turistické značce přes Trhonín a Svatou Maří k rozhledně, pěšky též po modré značce, odbočka ze silničky mezi obcemi Štítkov–Lštění či po červené značce ze vsi Mlaka.